# Proxy (variable)
En sciences sociales et dans les sciences expérimentales, notamment pour des applications statistiques, un proxy ou une variable proxy (au Québec, la traduction recommandée est variable de substitution ou variable substitutive) est une variable qui n'est pas significative en soi, mais qui remplace une variable utile mais non observable ou non mesurable. Pour qu'une variable soit un bon proxy, elle doit avoir une bonne corrélation, pas nécessairement linéaire, avec la variable utile. Cette corrélation peut être positive ou négative.

## Sciences sociales
- Le PIB par habitant est souvent utilisé en tant que proxy pour des mesures du niveau de la vie ou de la qualité de la vie. Mark R. Montgomery et al. ont étudié plusieurs des proxys utilisés, et ont mis en évidence des limites d'utilisation pour chacun d'eux, en énonçant : « Dans les pays pauvres, aucune mesure empirique unique ne peut visualiser tous les aspects du concept de revenu. Notre avis est que la consommation par adulte est la meilleure mesure à prendre en compte parmi celles collectées dans les enquêtes transversales. »[3].
- Le nombre d'années d'études et le GPA (moyenne des notes d'un étudiant) constituent des proxies pour l'aptitude cognitive[4].

## Sciences expérimentales
- L'indice de masse corporelle (IMC) constitue un proxy pour le taux de graisse corporelle[4].
- Les variations de taille sur une période donnée constituent un proxy pour le niveau des hormones dans le sang[4].
- les images satellites de la couleur des océans constituent un proxy pour la profondeur à laquelle pénètre la lumière[4].
- La largeur des anneaux de croissance des arbres constituent un proxy pour l'historique des conditions environnementales[4].
- La composition isotopique de l'oxygène dans les carottes de glace polaire en fonction de la profondeur constitue un proxy de la paléotempérature moyenne en fonction du temps.